# L'Annonciade
L'Annonciade är en skyskrapa som ligger på 17 Avenue de l'Annonciade i distriktet La Rousse/Saint-Roman i Monaco. Den är den näst högsta byggnaden tillsammans med Le Millefiori inom furstendömet med sina 111 meter och 35 våningar.
Byggnaden uppfördes 1980.